# De wolk
De wolk is een hoorspel van Barry Bermange. Die Wolke werd op 26 november 1967 door de Saarländischer Rundfunk uitgezonden. Coos Mulder vertaalde het en de VPRO zond het uit op vrijdag 2 augustus 1968. De regisseur was Jan Wegter. Het hoorspel duurde 78 minuten.

## Rolbezetting
- Eva Janssen (de echtgenote)
- Lo van Hensbergen (de echtgenoot)
- Robert Sobels (een burger)
- Jan Borkus (een soldaat)

## Inhoud
De wegen van vier personen - een echtpaar, een soldaat en een man - kruisen elkaar toevallig in een verlaten toren aan de kust. Een aan de horizon opduikende en dreigend naderende wolk zorgt ervoor dat er een conversatie op gang komt, die steeds weer over dezelfde aangelegenheid gaat. De wolk wordt zo een teken voor een uitwegloze situatie en een algemene crisis, in het bijzonder een crisis van het echtpaar, die zich toespitst door de kwetsbaarheid van de mensen in de toren. Voor de intrede van het "duister" laten de soldaat en de man - als stemmen in een droom - het paar alleen. Maar in het feitelijke duister ontstaat tussen de echtelieden een wederzijds begrip, dat geen behoefte meer heeft aan de lichamelijke binding…